# Metopoceras eutychina
Metopoceras eutychina är en fjärilsart som beskrevs av Hans Rebel 1948. Metopoceras eutychina ingår i släktet Metopoceras och familjen nattflyn. Inga underarter finns listade i Catalogue of Life.